# Semjon Ivanovič Čeljuskin
Semjon Ivanovič Čeljuskin (rusky Семён Иванович Челюскин) (1707? Mišina Poljana, Ruské carství – listopad 1764 Bosarevo, Ruské impérium) byl ruský námořní důstojník, navigátor, polární badatel a účastník druhé kamčatské expedice. Objevil nejsevernější kontinentální bod Eurasie, který nese jeho jméno, Čeljuskinův mys.

## Životopis

### Mládí
Semjon Ivanovič Čeljuskin se narodil do starého rodu Čeljuskinů, kteří na počátku 18. století měli ještě slavné jméno, ale již téměř žádný majetek. Předkové Semjona Čeljuskina sloužili jako vojvodové, správci a právníci. Jeho děd Radion Matvějevič byl hlavou (plukovníkem) moskevských střelců. Jeho otec Ivan Radionovič byl carským stolníkem. Po potlačení vzpoury moskevských střeleckých pluků se dostalo jméno Čeljuskinů na seznam nevhodných osob. Ivan Radionovič v té době upadl v nemilost, proto byl nucen zastavovat a prodávat své nemovitosti a pozemky, čímž se dostal do dluhů. Jeho rodina i rod Čeljuskinů byl odsouzen k životu v bídě, na vesnici daleko od Moskvy.
Přesné datum a místo narození Semjona Čeljuskina není jisté. S největší pravděpodobností se narodil v roce 1707. V archivech se dochovalo několik dokumentů, jeden z nich zmiňuje, že Čeljuskinovi v roce 1737 bylo 30 let. Jiný dokument uvádí, že v roce 1743 mu bylo 36 let. Některé publikace uvádí datum jeho narození s vyjádřením menší míry jistoty na rok 1700 nebo 1704. Jako místo narození se nejčastěji uvádí osada Mišina Poljana v Bělském okrese Tulské gubernie nebo vesnice Boriševo v Kalužské gubernii.
V roce 1710 zemřel jeho otec a příbuzní pomáhali matce s výchovou několika synů, včetně Semjona. Na podzim 1714 nastoupil v Moskvě na Školu matematických a navigačních věd. Od roku 1717 studoval na petrohradské Akademii námořní stráže, kde v roce 1721 úspěšně složil závěrečné zkoušky. Ve 20. letech 18. století sloužil jako navigátor na lodích Baltské flotily, v roce 1727 prováděl popis pobřeží Finského zálivu.

### Velká severní expedice
V letech 1733–1743 se Semjon Čeljuskin zúčastnil tzv. Velké severní expedice, jejímž úkolem bylo prozkoumat neznámá území severní Sibiře a Ruského Dálného východu. Čeljuskin v expedici působil jako kormidelník v oddílu poručíka Vasilije Prončiščeva, s nímž v říjnu 1734 dorazil do Jakutska. V létě 1735 spolu s 50 muži se pod vedením Prončiščeva plavil z delty řeky Leny na západ až k Jeniseji. K dispozici měli dvojšalupu Jakutsk, menší říční a příbřežní loď s plochým dnem, vybavenou plachtami i vesly.
Po měsíční plavbě po Leně doplula expedice k Sibiřskému moři, odkud pokračovala dále podél pobřeží. Čeljuskin během plavby měřil hloubku moře, popsal ústí řeky Leny a vše zakreslil do mapy. Na konci srpna začal foukat ledový vítr a padat sníh, a tak expedice musela předčasně založit zimoviště v ústí řeky Oleňok. Během dlouhé zimy většina členů expedice onemocněla kurdějemi, včetně velitele Prončiščeva. Na jaře 1736 Jakutsk opět vyrazil na cestu, velitel byl vážně nemocný, a tak většinu odpovědnosti za expedici převzal Semjon Čeljuskin. Za ústím Anabaru narazili na kry, Chatanžský záliv jimi byl zcela zatarasen, a tak změnili kurz a pluli podél východního pobřeží poloostrova Tajmyr, kde objevili ostrovy Petra I. a Samuila. Pro množství ker obeplutí Tajmyrského poloostrova nedokončili. Na konci srpna téhož roku velitel expedice Vasilij Prončiščev zemřel na následky otevřené zlomeniny holenní kosti, a tak se dočasným velitelem expedice stal Semjon Čeljuskin. Pouze s pomocí vesel dopluli zpět na základnu v Jakutsku, odkud Čeljuskin poslal své deníky z poznatky expedice do Petrohradu.
Po opravě lodě Jakutsk v červnu 1739 vyplula na arktický sever nová expedice pod velením Charitona Laptěva, Čeljuskin byl v expedici jeho zástupcem a kormidelníkem. V polovině července opustili ústí Leny a pokračovali dále podél pobřeží. Pomocí vesel a bidel loď pomalu plula podél pobřeží stále dál až na konci srpna se před nimi objevila souvislá ledová plocha zamrzlého moře. Důstojníci expedice odhlasovali, že se vrátí k ústí Chatangy a pak proti jejímu proudu poplují na jih. V těchto místech si zřídili zimoviště mezi domorodými Evenky.
V létě 1740 vyplul Jakutsk z Chatanžského zálivu a zamířil opět k severu. Rychlejšímu postupu bránil silný vítr a ledové kry. Na 75°26´ s.š. loď sevřel silný led a rozdrtil její boky, čímž ji zcela zničil. Laptěv, Čeljuskin a zeměměřič Nikifor Čekin poslali většinu mužstva zpět po souši do Jakutsku a sami jen s několika muži pokračovali v geografickém průzkumu. Čeljuskin se vydal prozkoumat nejsevernější část Tajmyru. Se třemi průvodci a pěti psími spřeženími urazil denně až 60 verst, prozkoumal jezero Pjasino a celé východní pobřeží Tajmyru. Ve svém deníku popsal, jak většina jejich psů pošla únavou a hlady, jeho samotného od smrti hladem zachránil náhodně ulovený medvěd. Dne 8. května 1742 s posádkou na saních dospěl k nejsevernějšímu cípu kontinentální Eurasie, historický označeným Promontorium Tabin, který nazval Severovýchodním mysem. Celkem s posádkou překonal vzdálenost více než 6300 kilometrů. Vyčerpaní se vydali od mysu zpět na jih, od smrti z vyčerpání je zachránil Laptěv, který se je vydal hledat z jihu.

### Po expedici
V březnu 1743 se vrátil do Petrohradu, kde byl povýšen do hodnosti mičmana. V následujícím období sloužil na různých pozicích v Baltské flotile. V roce 1746 velel carské jachtě Kněžna Alžběta. V roce 1751 byl povýšen na poručíka, v roce 1754 na kapitána a 18. prosince 1756 kvůli nemoci odešel do výslužby.
Vrátil se do Tulské gubernie, kde po smrti svých příbuzných vlastnil několik panství. Podle moskevského historika V. V. Bogdanova zemřel pravděpodobně v listopadu 1764 ve vesnici Bosarevo. Pohřben byl na hřbitově Rožděstvenské sluky. Jeho hrob se nedochoval.

## Zpochybnění
Přibližně sto let poté, co Čeljuskin dosáhl Severovýchodního mysu, se začalo o jeho objevu pochybovat. Ruští kabinetní vědci zpochybňovali, že během jara mohl Čeljuskin pozemní cestou urazit více než 4 000 km. Čeljuskin byl podezříván z podvodu.
Ruský akademik Alexander von Middendorff prostudoval materiály Velké severní expedice a Čeljuskina rehabilitoval. Middendorf považoval Čeljuskina za chloubu námořnictva a jednoho z předních ruských polárníků, a proto prosadil v roce 1842 přejmenování nejsevernějšího mysu Asie k Čeljuskinově poctě. Také norský polárník Roald Amundsen ve své knize uvádí, že Čeljuskin mys tak dokonale popsal a zmapoval, že nemůže být pochyb, že ho skutečně dosáhl.

## Památky
Po Čeljuskinovi je pojmenováno:
- Čeljuskinův mys – nejsevernější mys Eurasie
- Čeljuskinův poloostrov – nejsevernější část poloostrova Tajmyr
- Parník Čeljuskin – pokusil se proplout Severní mořskou cestou bez pomoci ledoborců, přezdívá se mu sovětský Titanik
- Desítky měst v Rusku, na Ukrajině, v Bělorusku a v Kazachstánu mají ulice s jeho jménem